# Cryptobatrachus boulengeri
Cryptobatrachus boulengeri är en groddjursart som beskrevs av Alexander Grant Ruthven 1916. Cryptobatrachus boulengeri ingår i släktet Cryptobatrachus och familjen Hemiphractidae. IUCN kategoriserar arten globalt som starkt hotad. Inga underarter finns listade i Catalogue of Life.